# 保利娜·科林斯
保利娜·科林斯（英語：Pauline Collins，1940年9月3日—），女，英国演员。曾获得托尼奖最佳话剧女主角。